# Horatio (Vorname)
Horatio ist ein männlicher Vorname.

## Herkunft und Bedeutung
Horatio ist eine Form des lateinischen Namens Horatius, der sich vom lateinischen hora ableitet, was Zeit oder Jahreszeit bedeutet.

## Verbreitung
Horatio ist in Deutschland als Vorname nicht sehr weit verbreitet. Von 2006 bis 2018 wurde er deutschlandweit lediglich ungefähr 60 Mal als erster Vorname vergeben. Im englischen Sprachraum erfreut sich der Name dagegen größerer Beliebtheit.

## Varianten
- Englisch: Horace
- Spanisch: Horacio, Horaz
- Italienisch: Orazio

## Bekannte Namensträger
- Horatio Alger, Jr. (1832–1899), amerikanischer Autor
- Horatio Allen (1802–1889), US-amerikanischer Eisenbahningenieur, Erfinder und Präsident der Erie Railroad
- Horatio Thomas Austin (1800–1865), britischer Marineoffizier
- Horatio Barber (1875–1964), britischer Luftfahrtpionier
- Horatio Beck (1810–1872), amerikanischer Politiker
- Horatio Bottomley (1860–1933), englischer Betrüger, Publizist und Politiker
- Horatio Bridge (1806–1893), amerikanischer Marineoffizier
- Horatio Brown (1854–1926), schottischer Historiker
- Horatio Caro (1862–1920), britischer Schachspieler
- Horatio Clare (* 1973), britischer Autor
- Horatio Chriesman (1797–1878),  amerikanischer Landvermesser, Politiker und Teilnehmer der amerikanischen Revolution
- Horatio Davies (1842–1912), britischer Geschäftsmann, Politiker und Magistrat
- Horatio Dresser (1866–1945), New Thought religious leader and author
- Horatio Earl (1855–1935), amerikanischer Anwalt
- Horatio Gates (1727–1806), amerikanischer General
- Horatio Greenough (1805–1882), amerikanischer Bildhauer
- Horatio Hale (1817–1896), amerikanisch-kanadischer Jurist, Ethnologe und Linguist
- Horatio Hocken (1857–1937), kanadischer Politiker, Sozialreformer und Journalist
- Horatio J. Homer (1848–1923), erster afroamerikanischer Polizeikommissar Bostons
- Horatio Nelson Jackson (1872–1955), amerikanischer Physiker und Automobilpionier
- Horatio Herbert Kitchener, 1st Earl Kitchener (1850–1916), britischer Feldmarschall
- Horatio Luro (1901–1991), amerikanischer Trainer beim Pferderennen
- Horatio Mann (1744–1814), britischer Politiker
- Horatio McCulloch (1806–1867), schottischer Landschaftsmaler
- Horatio Nelson, 1. Viscount Nelson (1758–1805), britischer Vizeadmiral
- Horatio Ross (1801–1886), schottischer Sportler und Fotograf
- Horatio Parker (1863–1919), US-amerikanischer Komponist und Organist
- Horatio Frederick Phillips (1845–1924), britischer Ingenieur und Luftfahrtpionier
- Horatio Potter (1802–1887), amerikanischer Pädagoge und Bischof
- Horatio Sanz (* 1974), US-amerikanischer Schauspieler und Komiker
- Horatio Seymour (Politiker, 1778), US-amerikanischer Politiker und Senator
- Horatio Seymour (Politiker, 1810) (1810–1886), US-amerikanischer Politiker, Präsidentschaftskandidat 1868
- Horatio Sharpe (1718–1790), britischer Offizier und Kolonialgouverneur
- Horatio Spafford (1828–1888), US-amerikanischer Geschäftsmann, Anwalt und Kirchenlieddichter
- Horatio Torromé (1861–1920), britisch-argentinischer Eiskunstläufer
- Horatio Townshend, 1. Viscount Townshend (1630–1687), englischer Adliger und Politiker
- Horace Vere, 1. Baron Vere of Tilbury (1565–1635), englischer Heerführer im Achtzigjährigen Krieg und Dreißigjährigen Krieg
- Horatio Walker (1858–1938), kanadischer Fotograf und Maler
- Horatio Walpole, 1. Baron Walpole (1678–1757), englischer Politiker und Diplomat
- Horatio Walpole, 1. Earl of Orford (1723–1809), britischer Politiker
- Horatio Walpole, 2. Earl of Orford (1752–1822), britischer Politiker
- Horatio Walpole, 3. Earl of Orford (1783–1858), britischer Politiker
- Horatio Walpole, 4. Earl of Orford (1813–1894), britischer Politiker
- Horace Walpole, 4. Earl of Orford (1717–1797), britischer Schriftsteller, Künstler und Politiker
- Horatio Wills (1811–1861), australischer Politiker und Pastor
- Horatio Wright (1820–1899), amerikanischer Generalmajor und Chief of Engineers

## Fiktive Namensträger
- Käptʼn Tollpatsch: Eine der Hauptfiguren der Kinderserie PAW Patrol
- Admiral Lord Horatio DʼAscoyne: Figur im Film Adel verpflichtet
- Horatio Caine: Polizeileutnant in der Fernsehserie CSI: Miami
- Horatio: Eine Figur aus dem Theaterstück Hamlet des englischen Schriftstellers William Shakespeare
- Horatio Peter McCallister: Eine Figur aus der Zeichentrick-Sitcom Die Simpsons
- Horatio der Elefant: Figur aus der Sesamstraße